# Roger Barlet
Pour les articles homonymes, voir Barlet.
Roger Barlet, nom de guerre Rozek, né le 12 avril 1914à Metz  et mort le 29 ou 30 août 1944, Varsovie, est un malgré-nous français tombé lors du soulèvement de Varsovie.

## Biographie
Roger Barlet naît à Metz le 12 avril 1914, pendant la première annexion allemande. Après la bataille de France, alors que le département de la Moselle est de nouveau annexé par l'Allemagne, Roger Barlet est enrôlé dans la Wehrmacht.
Envoyé sur le front de l'Est comme de nombreux mosellans, Barlet déserte et rejoint les rangs des résistants polonais. Faisant fonction de caporal, il sert alors dans le 3e peloton de la 2e compagnie du bataillon Zośka. Il est tué dans la vieille ville de Varsovie le 29 ou le 30 août 1944, au moment de l'Insurrection de Varsovie.